# Maman (film, 1990)
Pour les articles homonymes, voir Maman.
Pour plus de détails, voir Fiche technique et Distribution.
Maman est un film français réalisé par Romain Goupil, sorti en 1990.

## Fiche technique
- Réalisation : Romain Goupil
- Scénario : Romain Goupil et Simon Michaël
- Photographie : Renan Pollès
- Musique : Reinhardt Wagner
- Son Louis Gimel et Maguette Salla
- Décors : Jean-Baptiste Poirot
- Montage : Geneviève Winding
- Durée : 85 min
- Pays de production :  France
- Date de sortie : France : 14 février 1990

## Distribution
- Anémone : Lulu
- Arthur H : Johny
- William Lafon : Frédo
- Karim Massard : Abdel
- Sabrina Houicha : Sandra
- Roger Jendly : Norbert
- Amina Annabi : Fati
- Albert Delpy : le marin
- Lita Recio : la patronne du bar
- Marie Verdi : Marianne
- Valérie Kling : la femme de l'aide sociale
- Joséphine Fresson : la prostituée de Lyon
- Princess Erika : Marilyn
- Daniel Martin : le directeur de la banque